# You Boyz Make Big Noize
Albums de Slade
Crackers
(1985) Wall of Hits
(1991)
Singles
1. Still the Same
Sortie : 20 février 1987
2. That's What Friends Are For
Sortie : 20 avril 1987
3. You Boyz Make Big Noize
Sortie : 27 juillet 1987
4. We Won't Give In
Sortie : 27 novembre 1987

You Boyz Make Big Noize est le quatorzième et dernier album studio du groupe britannique de rock Slade. Il est sorti en 1987 sur le label RCA Records.

## Fiche technique

### Chansons
Toutes les chansons sont écrites et composées par Noddy Holder et Jim Lea, sauf mention contraire.
| 1. | Love Is Like a Rock (en)         | Mark Avsec (en), Donnie Iris (en), Marty Lee Hoenes, Albritton McClain, Kevin Valentine | 3:40 |
| 2. | That's What Friends Are For (en) |                                                                                         | 3:16 |
| 3. | Still the Same (en)              |                                                                                         | 4:13 |
| 4. | Fools Go Crazy                   |                                                                                         | 3:16 |
| 5. | She's Heavy                      |                                                                                         | 2:35 |
| 6. | We Won't Give In (en)            |                                                                                         | 3:37 |

| 7.  | Won't You Rock with Me          | 3:47 |
| 8.  | Ooh La La in L.A. (en)          | 3:52 |
| 9.  | Me and the Boys                 | 2:48 |
| 10. | Sing Shout (Knock Yourself Out) | 3:10 |
| 11. | The Roaring Silence             | 2:48 |
| 12. | It's Hard Having Fun Nowadays   | 3:48 |

La version américaine de l'album remplace Fools Go Crazy par You Boyz Make Big Noize, uniquement sortie en single au Royaume-Uni.

### Musiciens
- Noddy Holder : chant, guitare rythmique
- Dave Hill : guitare solo, chœurs
- Jim Lea : basse, claviers, guitare, chœurs
- Don Powell : batterie, percussions

### Équipe de production
- Roy Thomas Baker : production sur Love Is Like a Rock et That's What Friends Are For
- John Punter : production sur Still the Same et Ooh La La in L.A.
- Jim Lea : production sur le reste de l'album
- Dave Garland, Jerry Napier, Mark Dearney, Matt Butler, Trevor Hallesey : ingénieurs du son
- Gerrard Johnson, Pete Hammond : programmation

### Classements et certifications
| Classement                    | Meilleure position |
| ----------------------------- | ------------------ |
| Norvège (VG-lista)            | 12                 |
| Royaume-Uni (UK Albums Chart) | 98                 |